# Lowville (Wisconsin)
Lowville es un pueblo ubicado en el condado de Columbia en el estado estadounidense de Wisconsin. En el Censo de 2010 tenía una población de 1.008 habitantes y una densidad poblacional de 10,88 personas por km².

## Geografía
Lowville se encuentra ubicado en las coordenadas 43°24′3″N 89°19′10″O / 43.40083, -89.31944. Según la Oficina del Censo de los Estados Unidos, Lowville tiene una superficie total de 92.65 km², de la cual 89.86 km² corresponden a tierra firme y (3.01%) 2.79 km² es agua.

## Demografía
Según el censo de 2010, había 1.008 personas residiendo en Lowville. La densidad de población era de 10,88 hab./km². De los 1.008 habitantes, Lowville estaba compuesto por el 97.82% blancos, el 0.2% eran afroamericanos, el 1.19% eran amerindios, el 0% eran asiáticos, el 0% eran isleños del Pacífico, el 0% eran de otras razas y el 0.79% pertenecían a dos o más razas. Del total de la población el 1.88% eran hispanos o latinos de cualquier raza.